# Evropská bolidová síť
Evropská bolidová síť je systém 34 stanic, které fotografují přelet jasných meteorů, zvaných bolidy. Vyfotografování bolidu Příbram, pád jeho fragmentů a následný úspěch československých astronomů vedl k tomu, že Zdeněk Ceplecha založil síť stanovišť, jejímž úkolem bylo zaznamenávání bolidů. Síť začala fungovat v roce 1963. Její stanice jsou v Česku, Slovensku, Německu, Rakousku, Belgii a ve Švýcarsku. Pozorování se zúčastní i astronomové z Nizozemska. Celková plocha sítě představuje 1 milion km2. Za rok je pořízeno přibližně 10 tisíc fotografií, délka pozorování činí 1200 hodin.
Celooblohové kamery, jimiž je bolidová síť vybavena, zachytí jen velmi jasné meteory (bolidy). Ty jsou vyvolány průchodem takových meteoroidů atmosférou, jejichž velikost je v řádu jednotek centimetrů až desítek metrů. Kamery snímají celou oblohu. Jsou buď zrcadlové, nebo mají širokoúhlý objektiv rybí oko.
Evropská bolidová síť zachytí ročně zhruba 50 různých bolidů. Některé bolidy se vypaří v atmosféře jen zčásti a jejich zbytek dopadne na zem jako meteorit. Proměření snímků dovoluje určit jednak dráhu mateřského tělesa v meziplanetárním prostoru, jednak místo dopadu meteoritu. V několika případech se podařilo meteorit na vypočteném místě dopadu skutečně najít. Byly to vesměs kamenné meteority.
V Česku jsou kamery bolidové sítě umístěny na Lysé hoře a dále v Churáňově, Frýdlantu, Kunžaku, Ondřejově, Polomu, Přimdě, Růžové, Svratouchu a ve Veselí nad Moravou. Každá ze stanic je vybavena fotografickou kamerou, meteorologickou stanicí, detektorem zvuku nebo spektrometrem. Bez zásahu lidí mohou fungovat sedm týdnů.
Obdobná síť fungovala do počátku 21. století také v USA a v Kanadě. Naopak počátkem tohoto století se začala budovat bolidová síť v Austrálii.